# هایدی-الکه گاوگل
هایدی-الکه گاوگل (آلمانی: Heidi-Elke Gaugel؛ زادهٔ ۱۱ ژوئیهٔ ۱۹۵۹) دونده سرعت زن اهل آلمان بود.